# Trust (Recht)
Ein Trust ist im juristischen Sinn eine von einer Person unter Lebenden oder für den Todesfall geschaffene Rechtsbeziehung, wenn Vermögen zugunsten eines Begünstigten oder für einen bestimmten Zweck abgesondert und der gebundenen Verwaltung eines Trustees unterstellt worden ist.
Das Trustrecht regelt die Rechte und Pflichten der im Trust handelnden Personen. Die Definition, was ein Trust darstellt, ist naturgemäß schwierig, “Like an elephant, a trust is difficult to describe but easy to recognise.” (deutsch: „Wie ein Elefant ist ein Trust schwer zu beschreiben, aber einfach zu erkennen.“)
Der Trust ist, wie er von Gerichten des Billigkeitsrechts (Equity) in den Ländern des Common Law entwickelt und mit einigen Änderungen in andere Länder übernommen wurde, ein einzigartiges Rechtsinstitut.

## Geschichte
Das Trustrecht und der Trust selbst entstanden in England während des 12. und 13. Jahrhunderts zur Zeit der Kreuzzüge.
Der feudale Grundeigentümer, der an einem Kreuzzug teilnahm, benötigte während seiner Abwesenheit einen Verwalter seiner Güter, der eine Vertretungs- und Verfügungsmacht hatte. Dies wurde geregelt, indem der feudale Grundeigentümer sein Eigentum an einen Verwalter (Trustee) übertrug mit der bindenden Auflage, dieses Eigentum nach seiner Rückkehr zurück zu übertragen. Der am Kreuzzug teilnehmende vorherige Eigentümer wurde so zum Begünstigten (Beneficiary) aus der Absprache. Als Trustee wurde gewöhnlich ein guter Freund des Feudalherrn eingesetzt.
Das englische Recht (Common Law) kannte damals keinen gerichtlich durchsetzbaren Anspruch (writs) auf Rückübertragung des Eigentums aufgrund einer solchen Rechtsbeziehung. Verweigerte der Trustee die Rückübertragung des Eigentums, so konnte der vorherige Eigentümer (Beneficiary) dies nicht einklagen. Mit einer Petition an den Lord Chancellor (Court of Chancery) konnte der ehemalige Eigentümer erreichen, dass dennoch eine Entscheidung nach Recht und Billigkeit gefällt wurde. Dies war der Ursprung der Equity-Rechtsprechung im englischen Recht.
Der Zweck des Trusts hat sich im Laufe der Jahrhunderte von den familienrechtlichen Grundlagen gelöst und der Trust findet sich heute in vielen Erscheinungsformen wieder.

## Eigenheiten des Trusts
1. Das Vermögen des Trusts stellt ein getrenntes Sondervermögen[8] dar und ist nicht Bestandteil des persönlichen Vermögens des Trustees;
2. Die Rechte in Bezug auf das Vermögen des Trusts lauten auf den Namen des Trustees oder auf den einer anderen Person in Vertretung des Trustees.

Der Trust ist ein rechtlich verselbständigtes Vermögen ohne jedoch Rechtspersönlichkeit zu erlangen (siehe dazu auch das selbständige Treuunternehmen in Liechtenstein).
Der Trustee kann in seiner Eigenschaft als Trustee klagen oder verklagt werden. Durch die Qualifikation des Trusts als ein vom Trustee getrenntes Sondervermögen ergibt sich auch:
- dass die persönlichen Gläubiger des Trustees keinen Zugriff auf das Vermögen des Trusts nehmen können;
- dass das Vermögen des Trusts im Fall der Zahlungsunfähigkeit oder des Konkurses des Trustees nicht Bestandteil des Vermögens des Trustees ist;[11]
- dass das Vermögen des Trusts weder Bestandteil des ehelichen Vermögens noch des Nachlasses des Trustees ist;
- dass das Vermögen des Trusts herausverlangt werden kann, wenn der Trustee unter Verletzung der sich aus dem Trust ergebenden Verpflichtungen Vermögen des Trusts mit seinem persönlichen Vermögen vermischt oder Vermögen des Trusts unzulässigerweise veräußert hat. Die Rechte und Pflichten eines Dritten, der das Vermögen des Trusts in seinem Besitz hat, unterstehen jedoch weiterhin dem durch die Kollisionsnormen des Staates des angerufenen Gerichts bestimmten Recht.

### Ähnliche Rechtsfiguren in anderen Rechtsordnungen
Ähnlich dem Trust fanden und finden sich auch in anderen Rechtsordnungen solche exklusiven Rechtsbeziehungen. So z. B.:
- im germanischen Recht: die salfränkische Affatomie, die süddeutsche Lehnsträgerschaft sowie die Salmannschaft und
- im römischen Recht
  - im Privatrecht: der Familienfideikommiss sowie die Fiduzia,
  - im öffentlichen und kanonischen Recht: die utilitas publica (auch utilitas populi) sowie utilitas ecclesiae und
- im islamischen Recht: die Waqf und
- im Erbrecht: die Vor- und Nacherbeneinsetzung für den Nachlass, den der nicht befreite Vorerbe erlangt hat (§§ 2100 ff BGB; ZGB 488 ff.).

## Zweck
Der Zweck des Trusts kann allgemeiner Natur sein oder die Begünstigung bestimmter Personen beinhalten.

## Handelnde Personen im Trust
| Bezeichnung (englisch) | Entsprechung (dt.)                      | Eigenschaften                                               |
| ---------------------- | --------------------------------------- | ----------------------------------------------------------- |
| Settlor                | Gründer                                 | stellt Vermögen für den Trust zur Verfügung.                |
| Trustee                | Treunehmer/Trusteigentümer/Trustmanager | Eigentümer und (gebundener) Verwalter des Trustvermögens.   |
| Beneficiary            | Begünstigter                            | Erhält die Leistungen aus dem Trust gemäß der Trusturkunde. |
| Protector              | Protektor, Überwachungsorgan            | Überwacht die Einhaltung der Verpflichtungen des Trustee.   |

### Aufgabe der Beteiligten im Trust

#### Settlor
Der Settlor (auch englisch trustor, grantor, donor oder creator, in anderen nationalen Rechtsräumen auch founder) ist die Person, welche durch die Zurverfügungstellung eines Vermögens einen Trust ermöglicht.
Der Settlor kann einen unwiderruflichen (irrevocable) Trust begründen oder einen widerruflichen (revocable) Trust begründen. Bei einem widerruflichen Trust bleibt dem Settlor weiterhin der Zugriff auf das Trustvermögen erhalten.
Je nach Rechtsordnung, nach welcher der Trust errichtet wird, und Regelung in der Trusturkunde, kann dem Settlor nach der Errichtung des Trusts weiterhin ein Recht an der Verwaltung zustehen oder nicht. Nach der angelsächsischen Vorstellung eines Trusts stehen dem Settlor nach der Gründung grundsätzlich keine Verwaltungs- oder Kontrollrechte zu.

#### Trustee
Der Trustee hat die Befugnis und die Verpflichtung, das Trustvermögen in Übereinstimmung mit den Trustbestimmungen und den ihm durch das Recht auferlegten besonderen Verpflichtungen zu verwalten, zu verwenden oder darüber zu verfügen. Der Trustee wird mit der Annahme der Verpflichtung aus der Trusturkunde zum Eigentümer (legal ownership oder title) des Trustvermögens.
Die Verpflichtung des Trustees, das Trustvermögen in Übereinstimmung mit den Trustbestimmungen zu verwalten, ist seine Hauptverpflichtung. An dieser Verpflichtung ist das Handeln des Trustees auszurichten und zu messen. Der Trustee hat über seine Tätigkeit daher umfassend Rechenschaft abzulegen. Geht das Trustvermögen unter oder kommt es dem Trustee abhanden, kann der Beneficiary unter Umständen die Rückgabe entsprechender Vermögenswerte an den Trust verlangen. Der Trustee kann auch in manchen Rechtsordnungen eine juristische Person sein (siehe z. B. Private Trust Company).
Die Tatsache, dass sich der Begründer bestimmte Rechte und Befugnisse vorbehält oder dass der Trustee selbst Rechte als Begünstigter hat, steht dem Bestehen eines Trusts nicht notwendigerweise entgegen.
Der Trustee ist nach der Trusterrichtung primär den Begünstigten verpflichtet und hat grundsätzlich nicht diejenigen des Settlors zu wahren.
Durch den Wegfall aller Trustees geht der Trust nicht unter, sofern der Settlor nicht ausdrücklich in der Trusturkunde bestimmt hat, dass nur ein ganz bestimmter Trustee eingesetzt werden kann.

#### Beneficiaries (Begünstigte)
Der Beneficiary ist die aus dem Trust begünstigte Person. Die Begünstigung kann bereits mit der Vermögensübertragung erfolgen oder aber auch erst mit dem Tod des Settlors.
Der Settlor kann sich selbst oder jede andere natürliche oder juristische Person als Beneficiary einsetzen.
Der Anspruch des Beneficiary (beneficiary title) richtet sich sowohl auf die ihm zustehenden Leistungen aus dem Trustvermögen als auch auf die pflichtgemäße Verwaltung des Trusts durch den oder die Trustees. Das Recht auf Auskunft über die Verhältnisse im Trust gegenüber dem Trustee steht grundsätzlich allen Begünstigten zu. Ein Ausschluss von Auskunfts- oder Rechnungslegungspflichten ist grundsätzlich nicht zulässig. Unter Umständen ist jedoch eine zeitliche Beschränkung gegeben, wenn die Begünstigten noch nicht individualisiert sind (black hole trust).
Der Beneficiary wird mit dem Anspruch aus der Trusturkunde oder Anerkennung des Anspruchs durch den Trustee zum materiellen Eigentümer des entsprechenden Trustvermögens.

#### Protector
Der Protector wird vom Settlor bestellt, um die Einhaltung der Verpflichtungen des Trustee gemäß der Trusturkunde (Trust Deed) zu überwachen. Die Befugnisse des Protector sind in der Trusturkunde im Detail auszuführen.

## Trusturkunde
Die Trusturkunde (Trust Deed) wird vom Settlor unterzeichnet. Darin wird die Vermögensübertragung festgehalten sowie sind darin die grundsätzlichen Bestimmungen hinsichtlich der Verwaltung und Werterhaltung des Trustvermögens zu Gunsten der eingesetzten Beneficiaries.
Zu den Trusturkunden (Trust Document), die den Begünstigten auf Verlangen offenzulegen sind, gehören grundsätzlich alle Dokumente die erforderlich sind, um den Begünstigten die Kontrolle des Trustee zu ermöglichen.
Von der Trusturkunde sind die „Letter of Wishes“ zu unterscheiden.

## Letter of Wishes
Der Settlor kann in einer eigenen Urkunde seine Absichten hinsichtlich der Gründung des Trusts, der Ausübung des Mandats des Trustees, das Verhalten der Begünstigten usw. niederschreiben. Diese Letter of Wishes sind gesetzlich nicht bindend, sondern dienen dem Trustee dazu, die Trusturkunde im Sinne der Wünsche des Settlors auszulegen.
Wie die Trusturkunden sind auch Letter of Wishes grundsätzlich den Begünstigten offenzulegen, sofern diese rechtlich relevant sind. Es wird jedoch teilweise als zulässig angesehen, wenn der Settlor diese Offenlegung ausdrücklich ausschließt.

## Rule against perpetuities
Durch die Rule against perpetuities soll verhindert werden, dass es langfristig in Trusts zu Vermögensansammlungen kommt, wodurch dieses Vermögen dem Wirtschaftskreislauf weitgehend bzw. längerfristig entzogen wird (ähnlich wie bei den Fideikommissen). Die Rule against perpetuities begrenzt somit die Möglichkeit einen Trust auf längere Zeitspanne zu errichten. Danach muss das Vermögen des Trusts auf die Begünstigten aufgeteilt werden (ausgenommen von der Rule against perpetuities sind bestimmte gemeinnützige Trust).
Die Rule against perpetuities gilt jedoch nicht im liechtensteinischen Recht. Daraus wird in der Lehre teilweise abgeleitet, dass ein nach liechtensteinischem Recht errichteter Trust im angelsächsischen Raum nicht rechtswirksam begründet werden kann (darf), da eine wesentliche Voraussetzung für die Wirksamkeit des Trusts im angelsächsischen Raum übergangen wird.

## Auf den Trust anzuwendendes Recht

### Nationales Recht
Der Trust untersteht grundsätzlich dem vom Begründer gewählten (nationalen) Recht. Damit die Rechtswahl wirksam zustande kommt, muss diese ausdrücklich sein oder sich aus den Bestimmungen der Errichtungsurkunde klar ergeben. Soweit erforderlich, ist eine undeutliche Rechtswahl nach den Umständen des Falles auszulegen.
Das nationale anzuwendende Recht regelt die Gültigkeit des Trusts, die wirksame Übertragung des Trustvermögens in den Trust, die Auslegung der Trusturkunde, die Wirkungen und die Verwaltung des Trust. Insbesondere:
1. die Ernennung, den Rücktritt und die Abberufung von Trustees, die Fähigkeit, als Trustee zu handeln, und die Übertragung der Aufgaben eines Trustees;
2. die Rechte und Pflichten von Trustees untereinander;
3. das Recht von Trustees, die Wahrnehmung ihrer Pflichten oder die Ausübung ihrer Befugnisse ganz oder teilweise zu übertragen;
4. die Befugnis von Trustees, das Vermögen des Trusts zu verwalten, darüber zu verfügen, daran Sicherungsrechte zu begründen oder neues Vermögen zu erwerben;
5. die Befugnisse von Trustees, Investitionen vorzunehmen;
6. Beschränkungen in Bezug auf die Dauer des Trusts und in Bezug auf die Befugnis, aus den Einkünften des Trusts Rücklagen zu bilden;
7. die Beziehungen zwischen den Trustees und den Begünstigten, einschließlich der persönlichen Haftung der Trustees gegenüber den Begünstigten;
8. die Änderung oder Beendigung des Trusts;
9. die Verteilung des Vermögens des Trusts;
10. die Verpflichtung von Trustees, über ihre Verwaltung Rechenschaft abzulegen.[24]

Kann das anzuwendende (nationale) Recht auch nicht durch Auslegung ermittelt werden, so untersteht der Trust dem Recht des Nationalstaates, mit dem er die engsten Verbindungen aufweist. Bei der Erforschung des Rechts, mit dem der Trust die engsten Verbindungen aufweist, kann berücksichtigt werden:
- der Ort der Verwaltung des Trusts, wie er vom Begründer bezeichnet wurde;[25]
- die Belegenheit des Vermögens des Trusts;
- der Ort des gewöhnlichen Aufenthalts oder der Niederlassung des Trustees;
- die Zwecke des Trusts und die Orte, an denen sie erfüllt werden sollen.[26]

Ein Staat bzw. dessen Gerichte und Behörden können grundsätzlich den Trust oder Bestimmungen eines Trusts außer Betracht lassen, wenn die Anwendung dieser Bestimmungen der öffentlichen Ordnung (Ordre public) widerspricht. Wie ein Trust steuerlich behandelt wird, ergibt sich immer nach den jeweiligen nationalen Vorschriften.

### Europarecht
Gemäß der Rechtsprechung des Gerichtshofs der Europäischen Union (EuGH) in der Rechtsache P-Panyi können Trusts unter die Niederlassungsfreiheit des AEUV fallen, wenn diese tatsächlich einen wirtschaftlichen Erwerbszweck verfolgen. Trusts fallen dann unter den Begriff „sonstige juristische Personen“ des öffentlichen oder privaten Rechts im Sinne von Artikel 54 Abs. 2 AEUV. Dies, wenn der Trust eine Einheit ist, welche nach dem nationalen Recht über Rechte und Pflichten verfügt, die es ihr erlauben, ungeachtet des Fehlens einer speziellen Rechtsform als solche im Rechtsverkehr aufzutreten, und den Erwerbszweck zu verfolgen und die Tätigkeit der Treuhänder in Bezug auf das Eigentum und die Verwaltung des Vermögens des Trusts untrennbar mit dem Trust selbst verbunden ist und folglich mit dem Trust ein unteilbares Ganzes bildet. Unter diesen Umständen kann ein solcher Trust als eine Einheit angesehen werden, die nach dem nationalen Recht über Rechte und Pflichten verfügt, die es ihr erlauben, als solche im Rechtsverkehr aufzutreten, wenn tatsächlich eine wirtschaftliche Tätigkeit ausgeübt wird.
Auch der EFTA-Gerichtshof kam bereits zuvor im sogenannten Schneehuhnfall (auch Olsen-Entscheidung) zum Ergebnis, dass sich Trusts grundsätzlich auf die Niederlassungsfreiheit aus dem EWR-Vertrag berufen können.

## Voraussetzungen für die rechtsgültige Errichtung des Express Trusts
Für die rechtsgültige Errichtung des Express Trusts müssen grundsätzlich drei Erfordernisse zwingend vorliegen:
- Der Wille (Intention) des Trustgründers muss klar zum Ausdruck kommen (Certainty of Intention),
- Genaue Festlegung, welche Objekte zum Trustvermögen gehören sollen (Certainty of subject matter),
- Genaue Festlegung der Begünstigten oder nachvollziehbare Einschränkung auf einen bestimmten Personenkreises (Certainty of Beneficiaries).

## Erscheinungsformen des Trusts (Beispiele)
Im angelsächsischen Bereich finden sich eine Vielzahl von Erscheinungsformen des Trusts, welche durch die Übernahme in andere Rechtsordnungen noch weiter ergänzt wurden. Zusätzlich werden für sehr ähnliche Trusts teilweise verschiedene Bezeichnungen verwendet, ohne tiefer zu differenzieren. Die Erscheinungsformen des Trusts überschneiden sich auch vielfältig. Austin W. Scott hat hierzu festgestellt: »the number of purposes for which trusts can be created is as unlimited as the imagination of the lawyers«.
- Asset protection trust[33] (Durch den Asset Protection Trust soll das Vermögen vor Gläubigern geschützt und den vorher eingesetzten Begünstigten erhalten werden).
- Blind Trust (Bei einem Blind Trust sind die Begünstigten zu Beginn nicht bekannt, später können auch neue hinzukommen).
- Complex trust Der Trustee kann im Complex trust das bestehende oder neu hinzukommende Vermögen verteilen oder im Trust über ein Steuerjahr hinaus sammeln. Der Complex trust kann auch zu mildtätigen Zwecken bestehen. Der Steuerabzug für mildtätige Gaben ist in der Regel zulässig (vgl. Simple trust).
- Constructive trust (Entsteht, wenn eine Person Anspruch auf ein Vermögen hat oder dieses unter bestimmten Umständen in Besitz nimmt und nach außen erkennbar wird, dass diese Person für Andere das Vermögen hält. Der Constructive Trust entsteht regelmäßig ohne Trusturkunde oder letztem Willen, sondern faktisch aus den Umständen heraus.[34] Aus dem Umstand, dass für andere Personen das Vermögen gehalten wird, ergeben sich die besonderen Verpflichtungen des Trustees).
- Discretionary trusts (Der Begünstigtenkreis ist in der Trusturkunde nur umschrieben und nicht genau festgelegt. Dem Trustee kommt unter Umständen erhebliche Einflussnahme zu, den Kreis der Beneficiaries genauer einzugrenzen oder zu erweitern).
- Dynasty trust oder Generation-skipping trust (Familientrust, entsteht als normaler Express Trust, jedoch sind die Begünstigten nicht die Kinder des Settlors, sondern die Enkel).
- Express trust (Der Express Trust entsteht durch die Vermögensübergabe durch den Settlor und die Übernahme des Vermögens durch den Trustee. Die wichtigsten Unterformen des Express Trust: Testamentary Trust, Inter Vivos Trust, Unit Trust und Purpose Trust. Gegensatz zum Express Trust sind der Resulting Trust bzw. der Constructive Trust).
- Fixed trust (Der Kreis der Begünstigten ist genau eingegrenzt, der Trustee kann diesen festgelegten Kreis der Beneficiaries nicht oder nur geringfügig erweitern oder eingrenzen; auch Fixed Interest Trust genannt).
- Freezer trust (Aus dem Trust werden nur Überschüsse an die Begünstigten ausgeschüttet).
- Grantor trust Der Grantor trust dient überwiegend dem Interesse eines oder mehrerer Begünstigter, teilweise des Grantors / Settlor selbst. Oftmals hat der Grantor / Settlor ein jederzeitiges teilweises oder gänzliches Widerruf- und/oder Änderungsrecht für die Rechtsgrundlagen des Trusts, insbesondere hinsichtlich der Begünstigung aus dem Trust. Der Grantor trust ist steuerrechtlich in der Regel keine Rechtsperson (nicht selbst steuerpflichtig). Der Begriff Grantor trust wird mehrdeutig verwendet (siehe auch unten Revocable trust).
- Hybrid trust (Der Hybrid Trust kombiniert Elemente des Fixed trust und des Discretionary Trust).
- Inventive trust
- Inter vivos trust oder living trust (Trust der zu Lebzeiten des Settlors errichtet wird).
- Irrevocable trust (Der Trust wird, mit wenigen Ausnahmen des Widerrufes, unwiderruflich errichtet).
- Investments trust (Anleger kaufen Anteile an einem Vermögen und erhalten übertragbare Anteilsscheine und damit einen Anspruch auf die Leistungen aus dem Trustvermögen. Im Unterschied zum normalen Trust wird hier das Trustvermögen von einer Vielzahl von Anlegern bereitgestellt.).
- Offshore trust (Der Offshore Trust im engen Wortsinn ist jeder Trust, welcher nach einer anderen Rechtsordnung errichtet wird, als der, welcher der Settlor untersteht. Im weiteren Wortsinn wird als ein Offshore Trust ein solcher bezeichnet, der in einem Offshore-Finanzplatz aufgelegt wird).
- Private trust (Begünstigte des Trust sind genau individualisierte Personen oder eine Gruppe von Personen. Gegensatz: Public Trust).
- Protective trust (Mit dem Protective Trust soll verhindert werden, dass Gläubiger des Begünstigten oder dieser selbst auf die ihm zustehenden Leistungen oder Ansprüche des Trusts zugreifen können).
- Public trust oder charitable trust (Begünstigte des Trust sind eine unbestimmte Personengruppe. Der Trust hat einen öffentlichen / wohltätigen Zweck. Erst durch die Auswahl durch den Trustee wird ein klagbarer Anspruch des Beneficiary gegen den Trust begründet. Gegensatz: Private Trust).
- Resulting trust (Der Resulting Trust entsteht, wenn zwar die Vermögensübertragung auf den Trustee rechtswirksam zustande gekommen ist, jedoch der Trust selbst nicht errichtet werden kann oder der Trustzweck nicht mehr erreicht werden kann).
- Revocable trust (Durch den Settlor / Grantor jederzeit widerrufbarer Trust – daher auch vereinfachend als Grantor-Trust bezeichnet).
- Simple trust oder Bare trust (nur USA: Einzige Aufgabe des Trustee ist es, die Ansprüche der Begünstigten aus dem Trust innerhalb eines Steuerjahres zu vermitteln. Der Trustee verwaltet somit den Trust nur passiv. Gegensatz: Special trusts. Der Simple trust kann nicht ausschließlich zur Erfüllung mildtätigen Zwecke bestehen (siehe oben Complex trust) und darf diesbezüglich in der Regel auch keinen Steuerabzug tätigen).
- Special trust (nur USA: Aufgabe der Trustee ist es aktiv den Trust zu managen. Gegensatz: Simple trust).
- Spendthrift trust (An Stelle der Leistung aus dem Trust an den Begünstigten tritt der Spendthrift Trust, wenn ein Begünstigter unfähig ist sein Vermögen zu verwalten (z. B. bei einem Verschwender)).
- Standby trust oder Pourover trust (Der Trust hat während der Lebzeit des Settlors keine Funktion und das Vermögen wird erst mit dem Tod des Settlors in den Trust übertragen).
- Statutory trust (Der Statutory Trust entsteht von Gesetzes wegen. Beispiel: Standby trust oder Pourover trust).
- Testamentary trust oder Will trust (Trust, der mit dem Tod des Settlors aufgrund der Anordnung in seinem Testament oder aufgrund seines letzten Willens entsteht).
- Unit trust (Kollektive Vermögensanlage, die Settlors sind gleichzeitig Begünstigte).
- Voting trusts (Gemeinsame Ausübung des Stimmrechts von Aktionären durch einen Trustee zu deren Gunsten. Dabei wird das Stimmrecht auf den Trustee übertragen).

## Besteuerung von Trusts
Wie die Errichtung des Trusts, die laufenden Einnahmen und Ausgaben des Trusts sowie die Leistungen an die Beneficiaries steuerlich behandelt werden, ist international nicht einheitlich geregelt. Vielmehr richtet es sich nach der Art des Trusts sowie der Steuersituation des Settlors und der Beneficiaries.

### Besteuerung in der Schweiz
Der Trust selbst ist nicht Gegenstand der Besteuerung (Steuersubjekt). Die Steuerfolgen werden vom Settlor und den Beneficiaries getragen. Da Trusts sehr unterschiedlich gestaltet werden können, gibt die folgende Übersicht nur einen ersten Überblick über die Steuerfolgen.
| Art des Trusts                  | Errichtung                                                                                                 | Ausschüttungen                                                                               | Liquidation                                                                         |
| ------------------------------- | --- | -------------------------------------------------------------------------------------------- | ----------------------------------------------------------------------------------- |
| Revocable Trust                 | keine Auswirkung                                                                                           | Schenkung an Beneficiaries, Schenkungsteuer abhängig von Verhältnis Settlor <> Beneficiaries | wie Ausschüttung                                                                    |
| Irrevocable Fixed Trust         | Schenkungsteuer (abhängig von Verhältnis Settlor <> Beneficiaries)                                         | Einkommens- und Vermögensbesteuerung beim Beneficiary; Anteil aus Kapitalgewinnen steuerfrei | Nur Einkommensbesteuerung beim Beneficiary soweit noch unversteuerte Kapitalerträge |
| Irrevocable Discretionary Trust | Schenkung Trustvermögen an Beneficiaries, Schenkungsteuer abhängig von Verhältnis Settlor <> Beneficiaries | Einkommensbesteuerung beim Beneficiary, Auszahlung Trustvermögen steuerfrei                  | Einkommensbesteuerung beim Beneficiary, Rückzahlung Trustvermögen steuerfrei        |

## Abgrenzung zu ähnlichen Rechtsverhältnissen
Der Trust ist keine rechtsgeschäftliche Beziehung zwischen Settlor und Trustee oder zu den Begünstigten (Benficiaries). Abgrenzung:
- zum Vertrag
  - es besteht keine vertragliche Beziehung für den Vermögensübergang zwischen Settlor und Trustee,
  - Der Trust kann auch vom Settlor alleine durch die Vermögensabsonderung durch die Treuurkunde begründet werden, da keine vertragliche Beziehung zum Trustee zur Begründung des Trusts notwendig ist. Daher ist die Vermögensweitergabe auch keine Schenkung.
- zur Schenkung
  - Die Begünstigten leiten ihr Recht und Anspruch direkt vom Trustvermögen gemäß den Anweisungen in der Trusturkunde ab.
  - Der Trustee wird durch das zugewendete Trustvermögen zwar formell Eigentümer, aber nicht bereichert. Die Zuwendung bildet ein Sondervermögen, dessen Ausschüttungen materiell den Begünstigten zustehen.
  - Zur Begründung des Trusts muss kein Trustee das Vermögen annehmen.
- zum Auftrag
  - Ein Auftragnehmer ist nicht Eigentümer des Vermögens, wie dies der Trustee ist.
- zum Pfand
  - Das Pfand wird nicht zu Gunsten Dritter vereinbart,
  - Der Pfandgeber bleibt Eigentümer des Pfandes, der Verwahrer oder Pfandnehmer hat lediglich den Besitz.
- zum Nießbrauch / Fruchtgenuss / Nutzniessung
  - Der Eigentümer hat kein eigenständiges Recht zur Verwaltung der Sache.
- zur Gesellschaft
  - Der Trust hat keine Rechtspersönlichkeit (juristische Person),
  - Die Gesellschafter haben Rechte gegeneinander. Die Begünstigten des Trust haben untereinander, aus dem Anspruch in den Trust selbst, keine Rechtsbeziehung.
- zur Stiftung
  - Der Trust hat keine Rechtspersönlichkeit,
  - die Stiftung ist auf einen Zweck hin gerichtet (Erfüllung des Stiftungszwecks), der Trust auf die Begünstigung bestimmter Personen,
  - Begünstigte haben teilweise keinen klagbaren Anspruch,
  - Die Stiftung muss nicht zwingend individualisierbare Begünstigte haben.
- zur Anstalt privaten Rechts (Liechtenstein)
  - Anstalt privaten Rechts hat Rechtspersönlichkeit, kann Mitglieder, Teilhaber oder Anteilsinhaber und kann in Anteile zerlegtes Kapital haben.
  - der Gründer hat bei der Anstalt privaten Rechts eine wesentlich schwächere Funktion als der Trustee im Trust (bei der Anstalt sind zum Beispiel fortlaufende Instruktion durch den Gründer an die Geschäftsführung möglich und auch eine willkürliche Auflösung).

## Kritik an Trusts
Dem Rechtsinstitut des Trusts wird teilweise unterstellt,
- ein Mittel zur Verdunkelung der tatsächlichen Eigentumsverhältnisse zu sein,
- als ein Instrument zur Steuerhinterziehung verwendet zu werden,
- dass dadurch Geldwäscherei begünstigt wird, und auch
- Verletzung von Pflichtteilsrechten erleichtert werden,
- etc.[37]